# Erythroxylum membranaceum
Erythroxylum membranaceum är en tvåhjärtbladig växtart som beskrevs av T. Plowman. Erythroxylum membranaceum ingår i släktet Erythroxylum och familjen Erythroxylaceae. Inga underarter finns listade i Catalogue of Life.